# 杉岡邦由
杉岡 邦由（すぎおか くによし、1942年2月10日 - 2016年/2017年）は、日本の走高跳の選手。1959年から1972年にかけて日本選手権優勝6回、オリンピック出場4回（1960年ローマ、1964年東京、1968年メキシコシティー、1972年ミュンヘン）。走高跳の技術が飛躍的に発展した時代に選手として活動、正面跳び（はさみ跳び）・ベリーロール・背面跳びの3種の跳躍方法をマスターしながら記録を伸ばした。
1962年アジア競技大会（インドネシア・ジャカルタ）に出場し、走高跳で優勝した。

## 生涯
日本大学第二高等学校3年生であった1959年、日本選手権で優勝（2m00）。日本大学に進学・卒業ののち、八幡製鐵に入社した。
2020年8月の新聞記事によれば、「3年前」にマニラで死去。